# Ectropis moderata
Ectropis moderata là một loài bướm đêm trong họ Geometridae.